# ۳-کلروبنزوئیک اسید
۳-کلروبنزوئیک اسید یک ترکیب آلی با فرمول مولکولی ClC6H4CO2H است. این ماده به شکل جامد سفید رنگ است و در بعضی از حلال‌های آلی و پایه آبی محلول است.

## سنتز
۳-کلروبنزوئیک اسید از اکسایش ۳-کلروتولوئن تهیه می‌شود . 